# Xian de Shayar
Cette page contient des caractères spéciaux ou non latins. S’ils s’affichent mal (▯, ?, etc.), consultez la page d’aide Unicode.
Le xian de Shayar (沙雅县 ; pinyin : Shāyǎ Xiàn ; ouïghour : شايار ناھىيىسى / Şayar Nahiyisi) est un district administratif de la région autonome du Xinjiang en Chine. Il est placé sous la juridiction de la préfecture d'Aksou.

## Démographie
La population du district était de 190 656 habitants en 1999.

## Prison politique
Gao Zhisheng y est emprisonné.